# Bellcore
Bellcore (Bell Communications Research, Inc) – laboratorium badawcze obsługujące siedem regionalnych kompanii należących do Bell Telephone, mieszczące się w Livingston, New Jersey.